# Xylosma flexuosa
Xylosma flexuosa, o Coronilla,  es una especie de planta fanerógama perteneciente a la familia de las salicáceas, que es nativa del sur de América del Norte y el norte de América del Sur. Su área de distribución se extiende desde el sur de Texas, en Estados Unidos al sur a través de México y América Central a Venezuela. También se puede encontrar en la isla de Curaçao, en las Antillas Neerlandesas.

## Descripción
Xylosma flexuosa es una planta espinosa siempre verde arbustiva, generalmente alcanzando una altura de 1.2 m de altura pero capaces de alcanzar 6-8 m de altura. Las bayas de color amarillo y rojo de alrededor de 7-8 mm de diámetro se encuentran en la planta a lo largo de todo el año. A veces se cultiva como planta ornamental de cobertura.

## Taxonomía
Xylosma flexuosa fue descrito por (Kunth) Hemsl. y publicado en Biologia Centrali-Americana;... Botany 1(1): 57. 1879.
Sinonimia
- Flacourtia celastrina Kunth
- Flacourtia flexuosa Kunth
- Hisingera celastrina (Kunth) Clos
- Hisingera cinerea Clos
- Hisingera flexuosa (Kunth) Clos
- Hisingera obovata (C. Presl) Clos
- Hisingera paliurus Clos
- Hisingera puberula Schltdl. & Cham.
- Myroxylon celastrinum (Kunth) Kuntze
- Myroxylon cinereum (Clos) Kuntze
- Myroxylon flexuosum (Kunth) Kuntze
- Myroxylon paliurus (Clos) Kuntze
- Myroxylon pringlei (B.L. Rob.) Warb.
- Prockia obovata C. Presl
- Xylosma anisophylla Standl.
- Xylosma arnoldii Monach.
- Xylosma blepharodes Lundell
- Xylosma celastrina (Kunth) Gilg
- Xylosma paliura (Clos) Briq.
- Xylosma palmeri Rose
- Xylosma pringlei B.L. Rob.
- Xylosma seemannii Triana & Planch.[8][3]